# Cystangium balpineum
Cystangium balpineum är en svampart som beskrevs av Grgur. 1997. Cystangium balpineum ingår i släktet Cystangium och familjen kremlor och riskor.   Inga underarter finns listade i Catalogue of Life.